# Рункель (замок)
Рункель (нем. Burg Runkel) — руины средневекового замка в долине реки Лан на высоком холм в городе Рункель в районе Лимбург-Вайльбург в земле Гессен, Германия.

## История

### Ранний период
Впервые замок упоминается в 1159 году, но, вероятно, укрепления на этом месте могли существовать гораздо раньше. Крепость возвели владельцы окрестных земель дворяне фон Рункель для защиты моста через реку Лан. Первым известным собственником замка стал Зигфриду I фон Рункель.
В документах, которые упоминают Рункель через век, речь идёт о семейном споре о правах собственности и прав наследования. Судебные разбирательства начались около 1250 года. Зигфрид V изгнал своего кузена Генриха († 1288) из замка в 1276 году. С 1288 года Зигфрид построил замок Шадек на противоположном холме в долине реки Лан. В том же году последовало разделение региона на две административные единицы: города Рункель и Вестербург. 
В 1376 году Дитрих III фон Рункель вознамерился присоединить общины Шупбах и Ауменау к своим владениям. В Ауменау он вскоре построил ещё одну крепость. 
Дитрих IV Фон Рункель († после 1462) расширил свои владения за счёт графства Вид благодаря браку с Анастасией фон Изенбург-Вид. Потомки этого союза изменили родовую фамилию на фон Вид-Рункель. 

### После XVI века

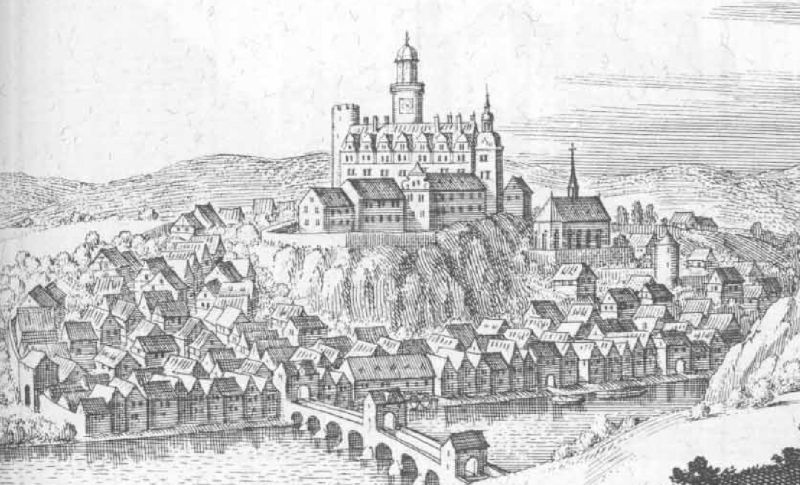
Замок Рункель на рисунке 1655 года

В 1543 году графа Иоганн IV фон Вид-Рункеля принимал в родовом замке Филиппа Меланхтона († 1581), знаменитого реформатора-евангелиста и сподвижника Мартина Лютера.
В 1595 году графство Вид было разделено по воле Вильгельма IV фон Вид-Рункеля. Сам Вильгельм стал собственником графства Обервид (регион города Рункель и поселения Дирдорф), а его племянник Иоганн Вильгельм фон Вид-Рункель стал хозяином в графстве Нидервид (регион крепостей Вид, Браунсберг и Изенбург. Важным последствием раздела стало превращение Рункеля в региональную столицу графства Обервид.
Во время Тридцатилетней войны 15 октября 1634 года замок и город были захвачены и разграблены имперскими войсками (в основном хорватскими отрядами), которыми командовал граф Иоганн Людвиг Гектор фон Изолани. Крепость на холме оказалась разрушена. После этих событий город постепенно восстановился, но замок так остался лежать в руинах. Частично был отремонтирован форбург и ряд прежних хозяйственных построек. Именно сюда переместилась из цитадели и  прежняя графская резиденция.
В 1692 году граф Фридрих III фон Вид-Рункель завещал графство Обервид своему внуку Максимилиану Генриху фон Вид-Рункелю. Таким образом прежние семейные земли вновь оказались под единым правлением. В том числе и богатые земли Изенбурга. Новообразованное графство стали называть Вид-Рункель. В 1791 году графство было стало суверенным княжеством.

### XIX век

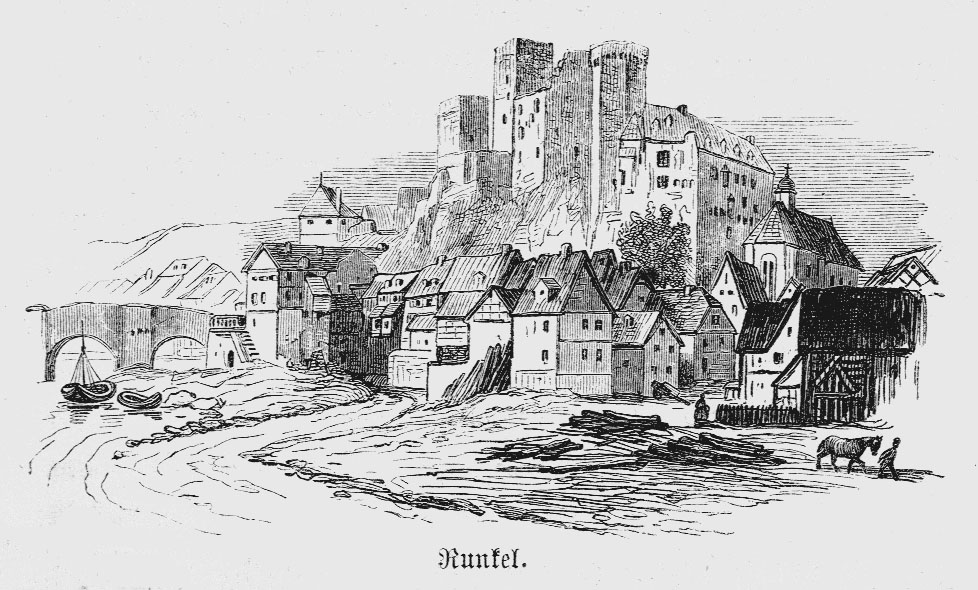
Руины замка Рункель на рисунке 1865 года

В 1806 году в соответствии с Актом о создании Рейнской федерации княжество было медиатизировано. По распоряжению Наполеона I его включили в состав недавно созданного герцогства Нассау. Затем земли бывшего княжества Вид-Рункель оказались в составе Великого герцогства Берг. А после поражения Франции в ходе Наполеоновских войн территория стала частью королевства Пруссия. Карл Людвиг Фридрих Александр Принц цу Вид был назначен государственным служащим в администрации недавно созданного правительства провинции Рункель в Нассау.
Княжеский род Вид-Рункель пресёкся в 1824 году. Сначала в марте умер, не оставив потомков, князь Карл Людвиг Фридрих Александр цу Вид. А уже в апреле скончался его брат Фридрих Людвиг цу Вид. И тоже бездетным. Таким образом линия Вид-Рункель вымерла. Права собственности на город и замок Рункель перешли к князю Вильгельму Герману Карлу цу Вид из боковой ветви Вид-Нойвид.

## Расположение
Замок находятся примерно в шести километрах к востоку от города Лимбург-ан-дер-Лан и в 30 километрах к юго-западу от Вецлара. Крупнейший мегаполис региона – Франкфурт-на-Майне — расположен в 60 километрах к северо-западу. Замок построен на вершине скалистого холма на высоте около 150 метров над уровнем моря. Непосредственно над долиной реки Лан крепость находится на высотке 35-40 метров.

## Описание замка
Крепость состоит из верхнего (главного) замка и форбурга (нижнего замка).
Верхний замок замок, где некогда находилась цитадель, до сих пор лежит в руинах. Но туда можно проникнуть и осмотреть развалины. На самой высокой точке скалы напротив старинного моста через Лан, построенного между 1440 и 1448 годами, находится фрилберг, к которому ранее вёл подъемный мост. Основание башни расположено на высоте примерно 31 метра над двором форбурга. Постройки верхнего замке в прежние времена выделялись своими размерами. До сих пор впечатляют высокие стены прежней графской резиденции и других бывших жилых построек. Со стороны реки Лан они и сейчас выглядят как внушительная твердыня. 
С обеих сторон главной 40-метровой оборонительной стены возвышаются мощные каменные башни. По своей высоте и толщине кладки они практически не уступают донжону. Таким образом, можно говорить об одном из очень редких типов замков, где функции цитадели могли выполнять сразу три башни.
Нижний замок стал основным местом проживания местных графов после страшных разрушений Тридцатилетней войны. Форбург основательно перестроили и модернизировали XVII–XVIII веках. Здесь возвели несколько вполне комфортабельных двух-трёхэтажных зданий, которые соединяются с верхним замком с юга и образуют закрытый внутренний двор. Другие бывшие хозяйственные постройки расположены ещё ниже и окруженном кольцевой стеной. В отличие от сооружений верхнего замка, здания в форбурге очень хорошо сохранились и активно используются по сей день.

## Современное состояние
В настоящее время в форбурге находится музей, часовня и архив княжества Вид. Иногда в замке проживает князь Метфрид цу Вид (младший брат известного немецкого аристократа Фридриха Вильгельма цу Вида) и его семья. Другие постройки нижнего замка также остаются жилыми. Часть из них, помимо прочего, используется как склад и гараж для сельскохозяйственных машин. 
Центром притяжения для туристов служат руины верхнего замка. Внутри проложен удобный маршрут, который позволяет осмотреть цитадель самостоятельно. Также можно подняться на главную башню, где оборудована смотровая площадка. Отсюда открывается прекрасный вид на город Рункель, средневековый мост через Лан и хорошо сохранившийся замок Шадек на противоположном берегу реки. 
Замковый комплекс признан региональным памятником архитектуры.

## Галерея

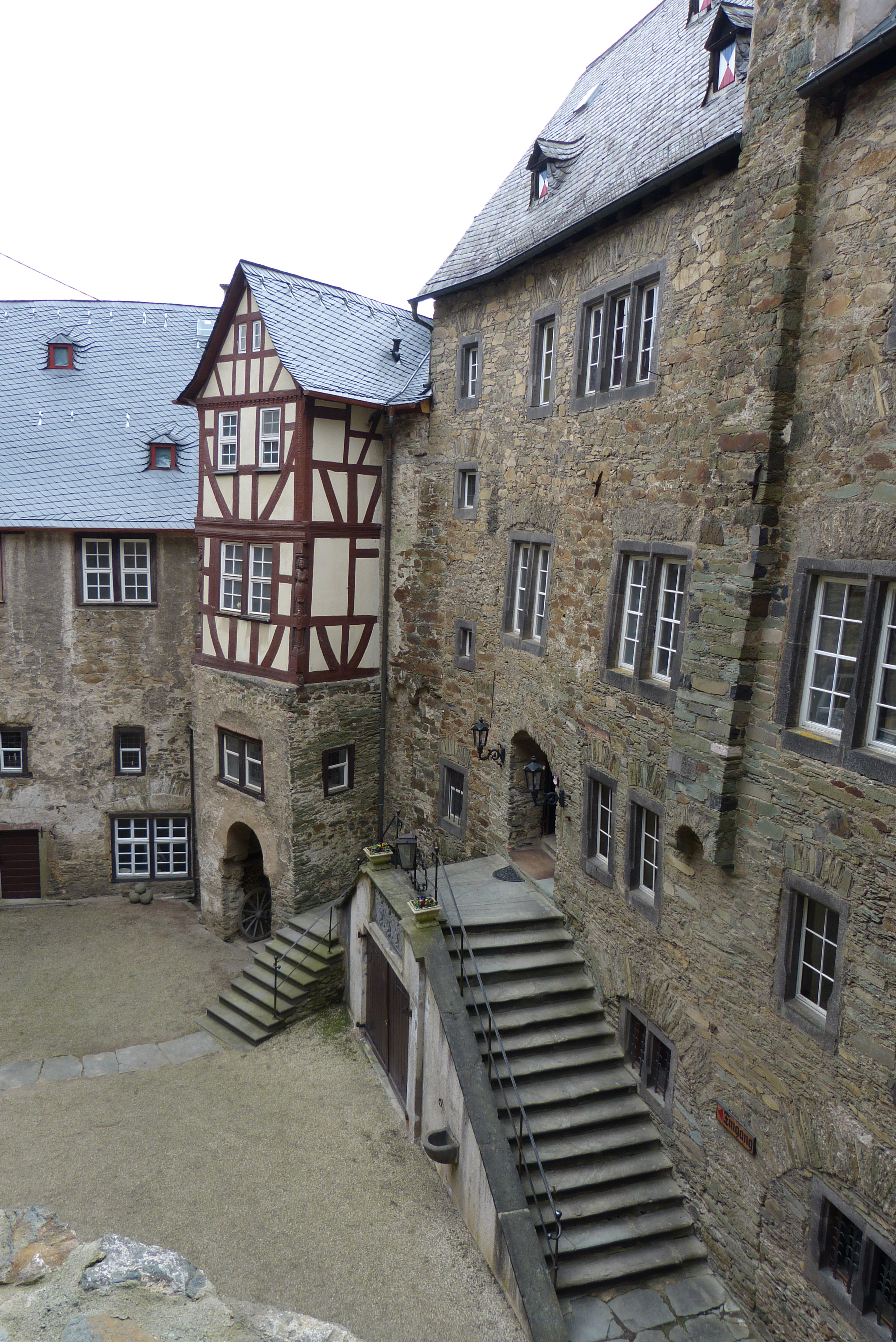
Внутренний двор форбурга замка
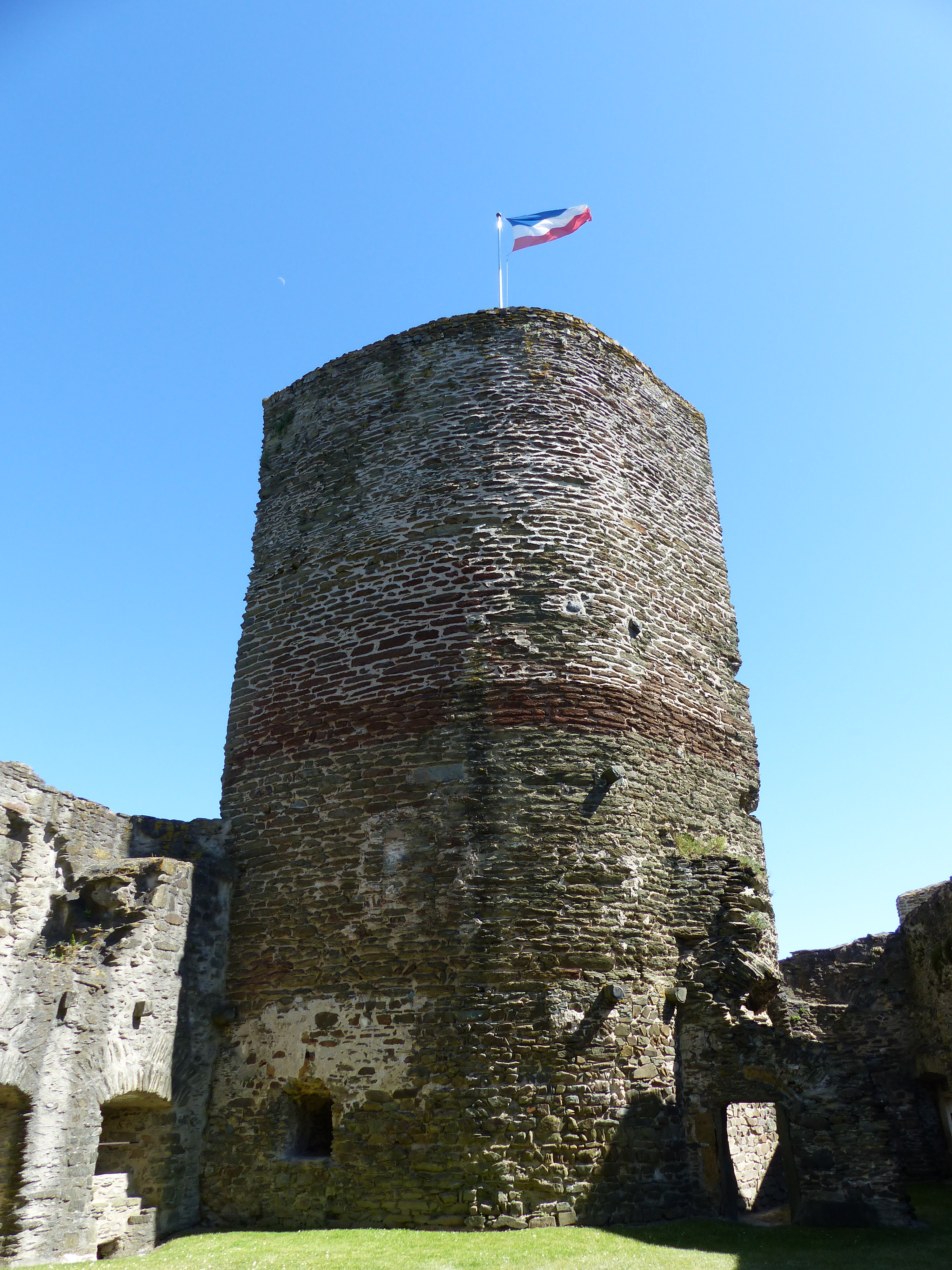
Бергфрид замка
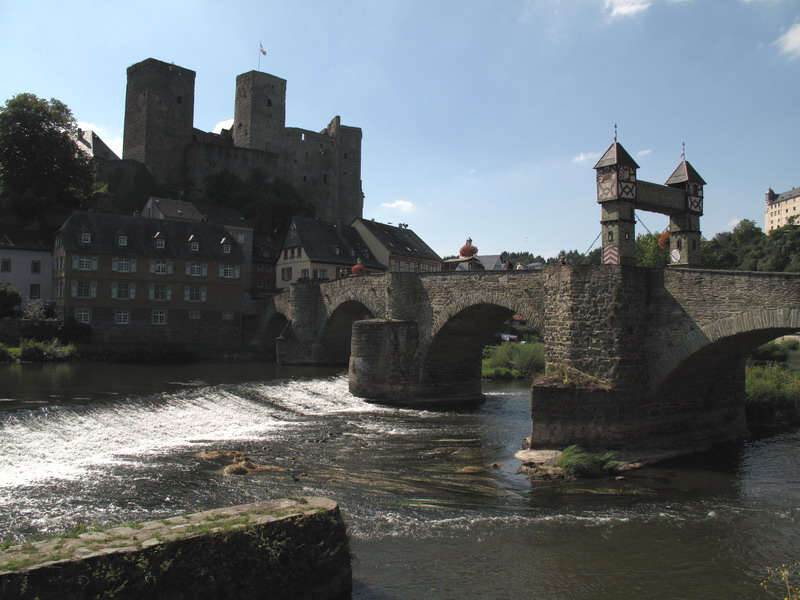
Вид средневекового моста и замка
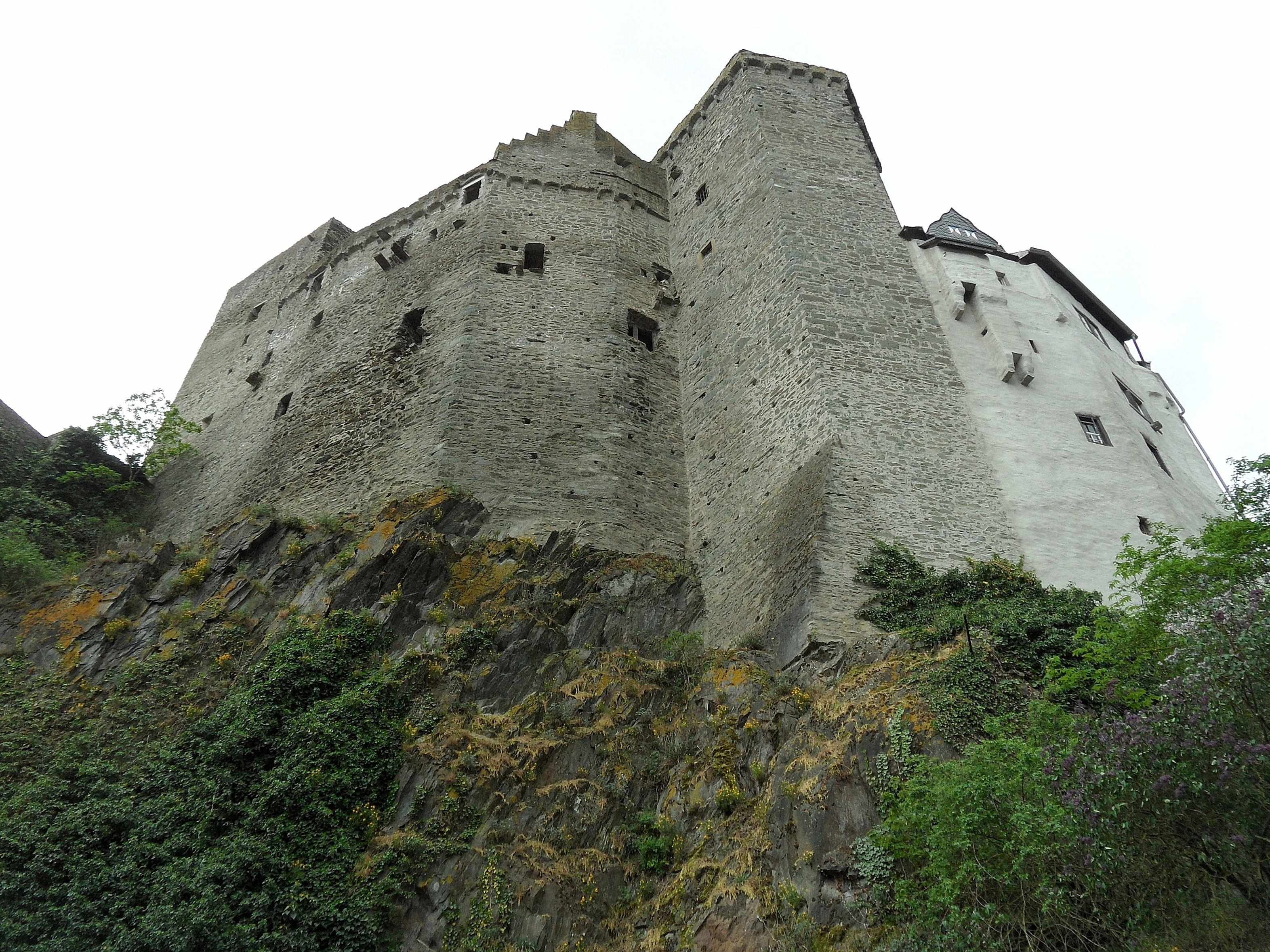
Стены и башни замка снизу
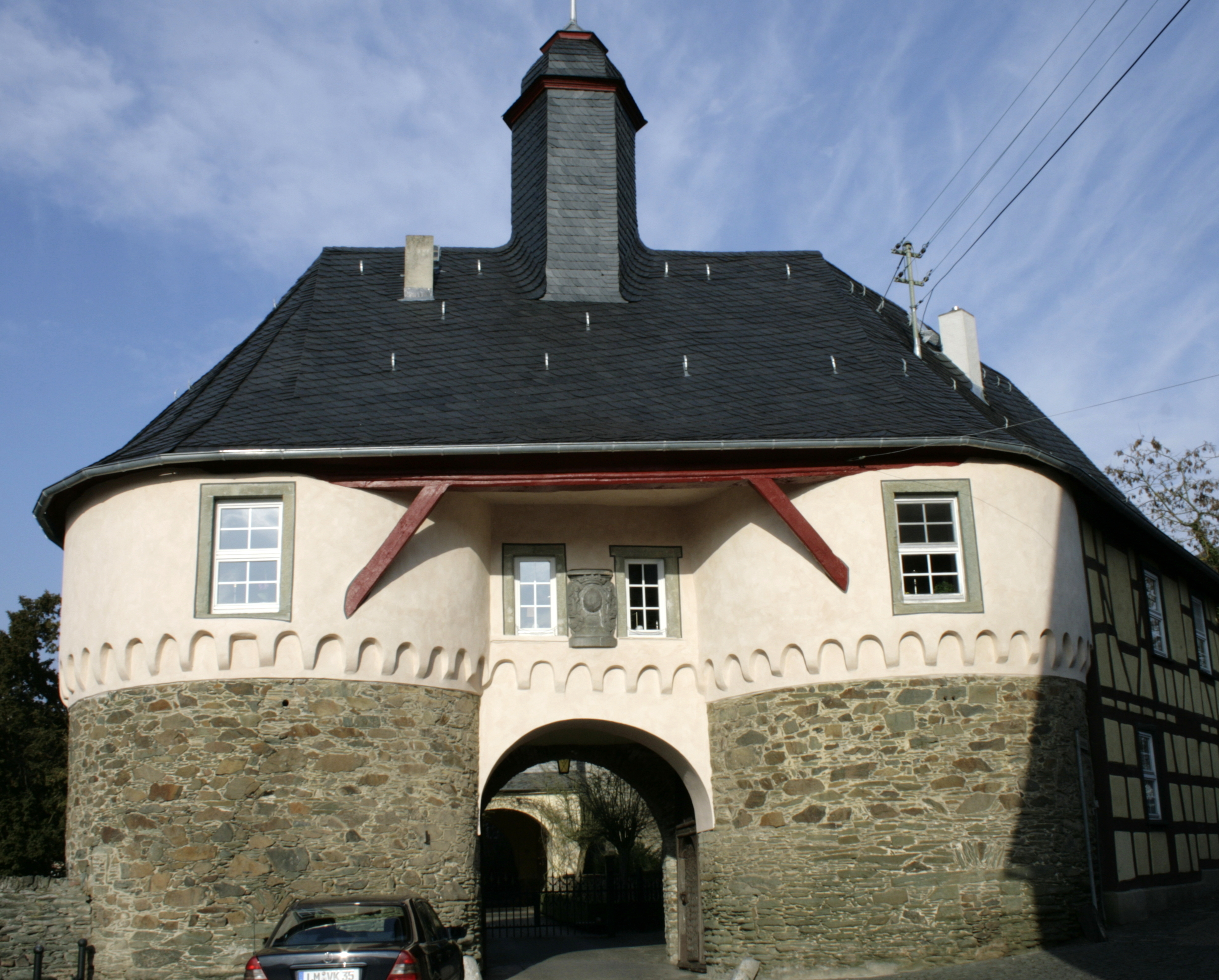
Главные ворота, ведущие в замок